# Holosteeni
Holosteenii sau holosteii (Holostei) (din greaca holos = întreg, tot  + osteon = os, o referință la scheletul lor osos), numiți și osteoganoizi sau ganoizi osoși sunt un grup de pești osoși care apar ca fosile în permian, ating maximum de înflorire în jurasic, iar în cretacic încep să decadă, persistând până astăzi numai două genuri Lepisosteus (pește caiman) și Amia (peștele de nămol) din apele dulci ale Americii de Nord, care, după caracterele lor diferite, sunt grupate în două ordine diferite: Lepisosteiformes și  Amiiformes. Holosteenii împreună cu teleosteenii reprezintă peștii numiți superiori sau neopterigieni (Neopterygii). Holosteenii derivă din condrosteeni, de care sunt apropiați, și la rândul lor au dat naștere la ordinul teleosteenilor. Au caractere primitive și de specializare. Scheletul este bine osificat. Osul supraoccipital lipsește, iar pe mandibulă este dezvoltat foarte bine osul splenial. Valvula spirală și conul arterial sunt prezente. Vezica înotătoare prezintă o structură celulară, bogat vascularizată, și este folosită pentru respirație. 